# Bezdead
Bezdead – wieś w Rumunii, w okręgu Dymbowica, w gminie Bezdead. W 2011 roku liczyła 3381 mieszkańców.